# التأريخ في مقدونيا الشمالية

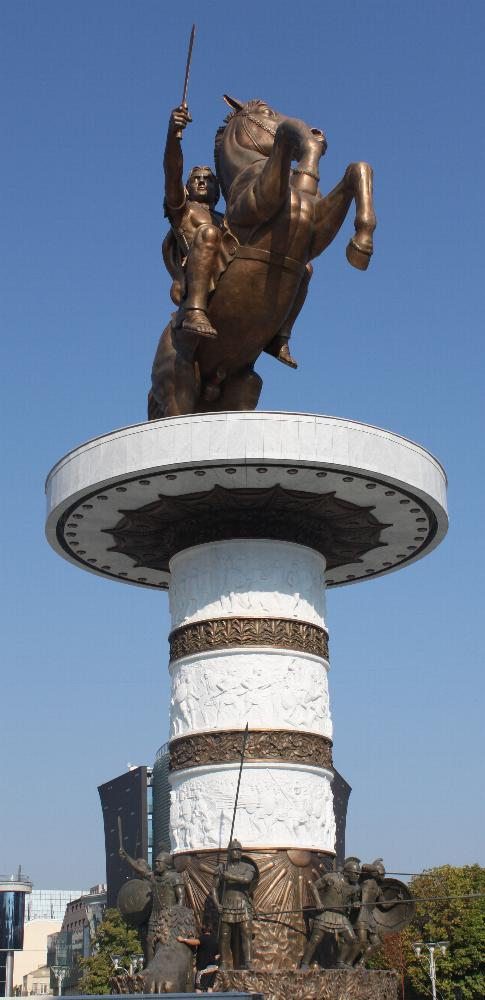
نصب تذكاري للإسكندر الأكبر في سكوبيي، جمهورية مقدونيا

التأريخ في مقدونيا الشمالية هو منهجية الدراسات التاريخية التي يستخدمها مؤرخو ذلك البلد. طُور منذ عام 1945 عندما أصبحت جمهورية مقدونيا الاشتراكية جزءًا من يوغوسلافيا. وفقا للمؤرخ الألماني ستيفان تروبست، فقد حافظ التأريخ في مقدونيا الشمالية على نفس أجندة التأريخ الماركسي من أوقات جمهورية يوغوسلافيا الاتحادية الاشتراكية. إن جيل المؤرخين المقدونيين المرتبطين ارتباطًا وثيقًا بالفترة اليوغوسلافية والذين عملوا على الأساطير الوطنية الحالية في ذلك الوقت لا يزالون مسؤولين عن المؤسسات. في الواقع، وفي مجال التأريخ، هناك ارتباط وثيق بين الشيوعية اليوغوسلافية والقومية المقدونية. وفقًا للمؤرخ النمساوي أولف برونباور، فإن التأريخ المقدوني الحديث مسيّس للغاية، لأن عملية بناء الأمة المقدونية لا تزال قيد التطوير. إذ لا تُشجع النُهُج المتباينة والأشخاص الذين يعبرون عن وجهات نظر بديلة يخاطرون بالتقييدات الاقتصادية والفشل الأكاديمي والوصم بأنهم «خونة للوطن». كتب تروبست سابقًا في عام 1983 أن البحث التاريخي في جمهورية مقدونيا الاشتراكية لم يكن غاية إنسانية وحضارية في حد ذاته، بل كان متعلقًا بالعمل السياسي المباشر. لم تُلاحظ حالة من هذا النوع من الاعتماد المتبادل للتأريخ والسياسة في أوروبا الحديثة. على الرغم من أن المقدونيين العرقيين لا يظهرون في المراجع الأولية قبل عام 1870، إلا أن تاريخ العصور الوسطى مهم للغاية لتقاليد القومية المقدونية الحديثة. اختلق المؤرخون المقدونيون بعد عام 1960 أسطورة أن صامويل البلغاري كان مقدوني الجنسية. علاوةً على ذلك، بعد عام 2010، رُوّج لمشروع بناء الأمة لفرض الفكرة الخادعة بأن الأمة المقدونية كانت الأقدم في البلقان، مع استمرارية متواصلة من التاريخ القديم إلى العصر الحديث. انتقد بعض الباحثين المحليين والأجانب هذه الأجندة الخاصة بالإنكار التاريخي الذي يهدف إلى تأكيد استمرار وجود أمة مقدونية مستقلة عبر التاريخ. هذه النظرة المثيرة للجدل إلى العالم غير تأريخية، لأنها تفترض وجود الفروق العرقية الحديثة في الماضي. تساهم مثل هذه القراءة المحسّنة الاستعراقية في تشويه الهوية الوطنية المقدونية وتحط من التاريخ باعتباره تخصصًا أكاديميًا. في ظل هذه التأريخات، تلقى أجيال من الطلاب تعليمًا في التاريخ الزائف.

## التاريخ
في عام 1892، أكمل جورجي بوليفسكي، وهو أول ناشط قومي مقدوني، «التاريخ العام للسلاف المقدونيين»، لكن معرفته بالتاريخ كانت متواضعة للغاية. ومع ذلك، فإن السرد التاريخي المقدوني المعاصر متجذر في الجماعات الشيوعية النشطة خلال فترة ما بين الحربين، وخاصة في الثلاثينيات عندما أصدر الكومنترن قرارًا خاصًا لصالحهم. وفقًا لهم، فإن الأمة المقدونية قد تشكلت من خلال التمايز عن الأمة البلغارية السابقة. حدثت الصحوة المقدونية في القرن التاسع عشر كجزء من النهضة الوطنية البلغارية، لكنها نجحت في التطور بشكل منفصل في أوائل القرن العشرين. أعلن أحدهم، فاسيل إيفانوفسكي، لأول مرة أن العديد من الشخصيات التاريخية البلغارية كانوا من أصل مقدوني. إلا أنه بعد الحرب العالمية الثانية، حظيت هذه الكتابات بتقدير واسع، فقبل إنشاء يوغوسلافيا الشيوعية لم يكن هناك اعتراف بوجود أمة مقدونية مستقلة.
أصبح تمجيد الحركة الحزبية اليوغوسلافية أحد المكونات الرئيسية للدعاية السياسية اليوغوسلافية بعد الحرب. نتيجة لذلك، أعلن زعيم جمهورية مقدونيا الاشتراكية الحديثة، لازار كوليشيفسكي، في البداية أن تاريخها قد بدأ مع الحرب العالمية الثانية في مقدونيا اليوغوسلافية، في حين أن الأحداث والمنظمات في أوائل القرن العشرين مثل انتفاضة إيليندن–بريوبراجينيه والمنظمة الثورية المقدونية الداخلية مجرد مؤامرات بلغارية. بعد أوامر سياسية مباشرة من بلغراد، وُسعت تلك الدراسات التاريخية. عقد التأريخ المقدوني الجديد، كمبدأ أساسي، أن التاريخ المقدوني كان مختلفًا بشكل بارز عن تاريخ بلغاريا. كان هدفها الأساسي خلق وعي وطني مقدوني مستقل، مع اتجاه «معاد للبلغارية» وقطع أي علاقات مع بلغاريا. هذا الوعي السلافي المميز من شأنه أن يلهم التماثل مع يوغوسلافيا.